# Marian Seldes
Marian Hall Seldes, dite Marian Seldes, est une actrice américaine née à New York le 23 août 1928 et morte dans la même ville le 6 octobre 2014.

## Biographie
Elle est vue dans le rôle de Ruth dans Mélodie pour un tueur.

## Filmographie partielle
- 1957 : Jesse James, le brigand bien-aimé (The True Story of Jesse James) de Nicholas Ray : Rowena Cobb
- 1959 : Simon le pêcheur (The Big Fisherman) de Frank Borzage : Arnon
- 1968 : Mannix série TV S1-Ep15: Le retour d'Ida Marion (Falling Star) : Ida Colby
- 1978 : Mélodie pour un tueur (Fingers) de James Toback : Ruth
- 1991 : Madame est servie, saison 8 épisode 10 : Nanna
- 1992 : Un flingue pour Betty Lou (The Gun in Betty Lou's Handbag), d'Allan Moyle : la cheffe de bibliothécaire Margaret Armstrong
- 1997 : Affliction de Paul Schrader : Alma Pittman
- 1997 : Maman, je m'occupe des méchants ! (Home Alone 3) de Raja Gosnell : Mrs. Hess
- 1998 : Digging to China de Timothy Hutton : Leah Schroth
- 1999 : Hantise (The Haunting) de Jan de Bont : Mme Dudley
- 2000 : Sex Revelations de Jane Anderson : Abby
- 2000 : Duos d'un jour (Duets) de Bruce Paltrow : Harriet Gahagan
- 2001 : Potins mondains et Amnésies partielles (Town & Country) de Peter Chelsom : la mère d'Eugenie
- 2002 : Hollywood Ending de Woody Allen : Alexandra
- 2003 : Le Sourire de Mona Lisa (Mona Lisa smile) de Mike Newell : Jocelyn Carr
- 2007 : The Visitor de Thomas McCarthy : Barbara, la professeur de piano
- 2007 : New York, unité spéciale : Peggy Kendall (saison 8, épisode 15)